# Nocturne (peinture)

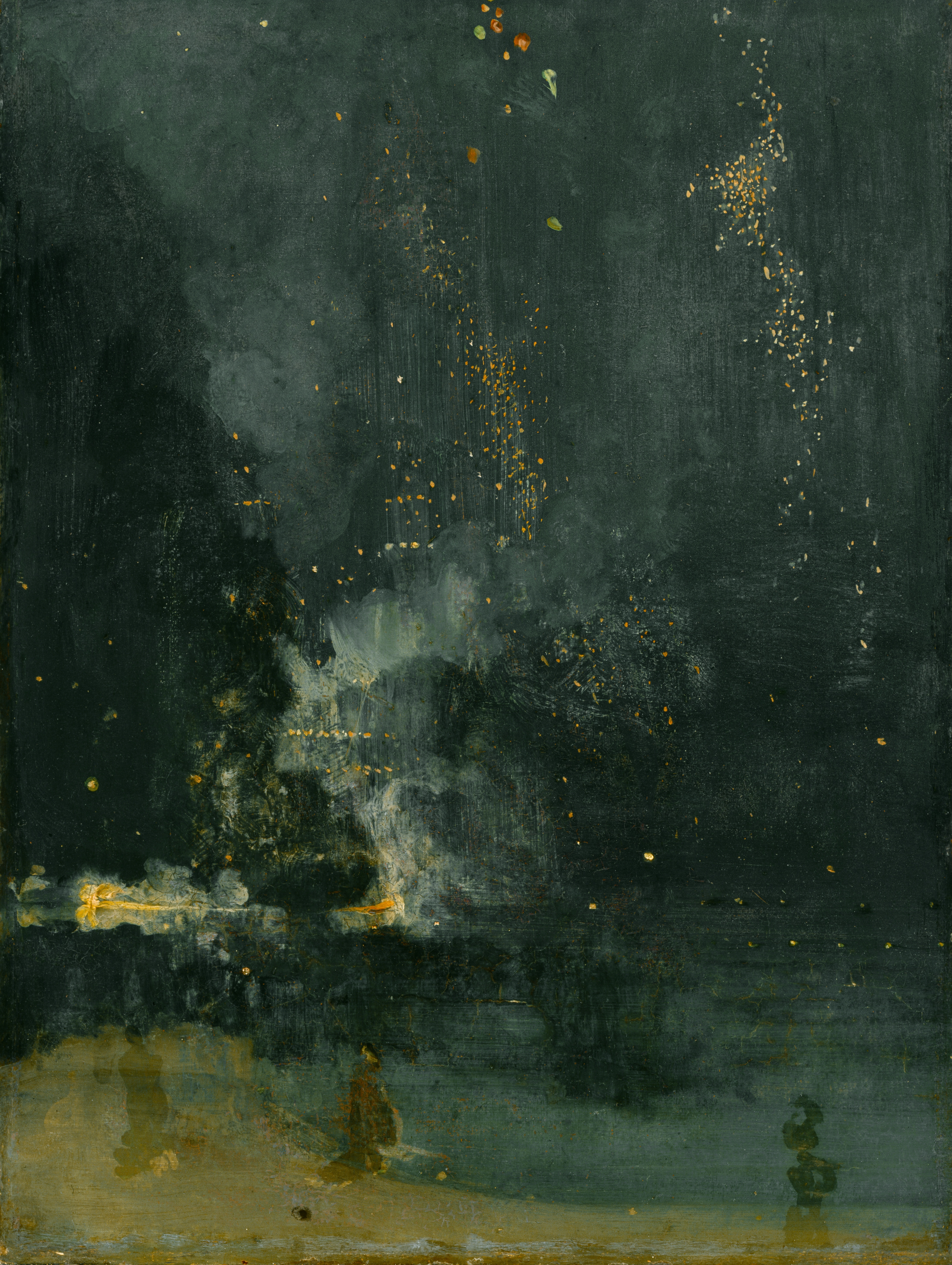
Nocturne en noir et or : la fusée qui retombe de James Abbott McNeill Whistler, 1874.

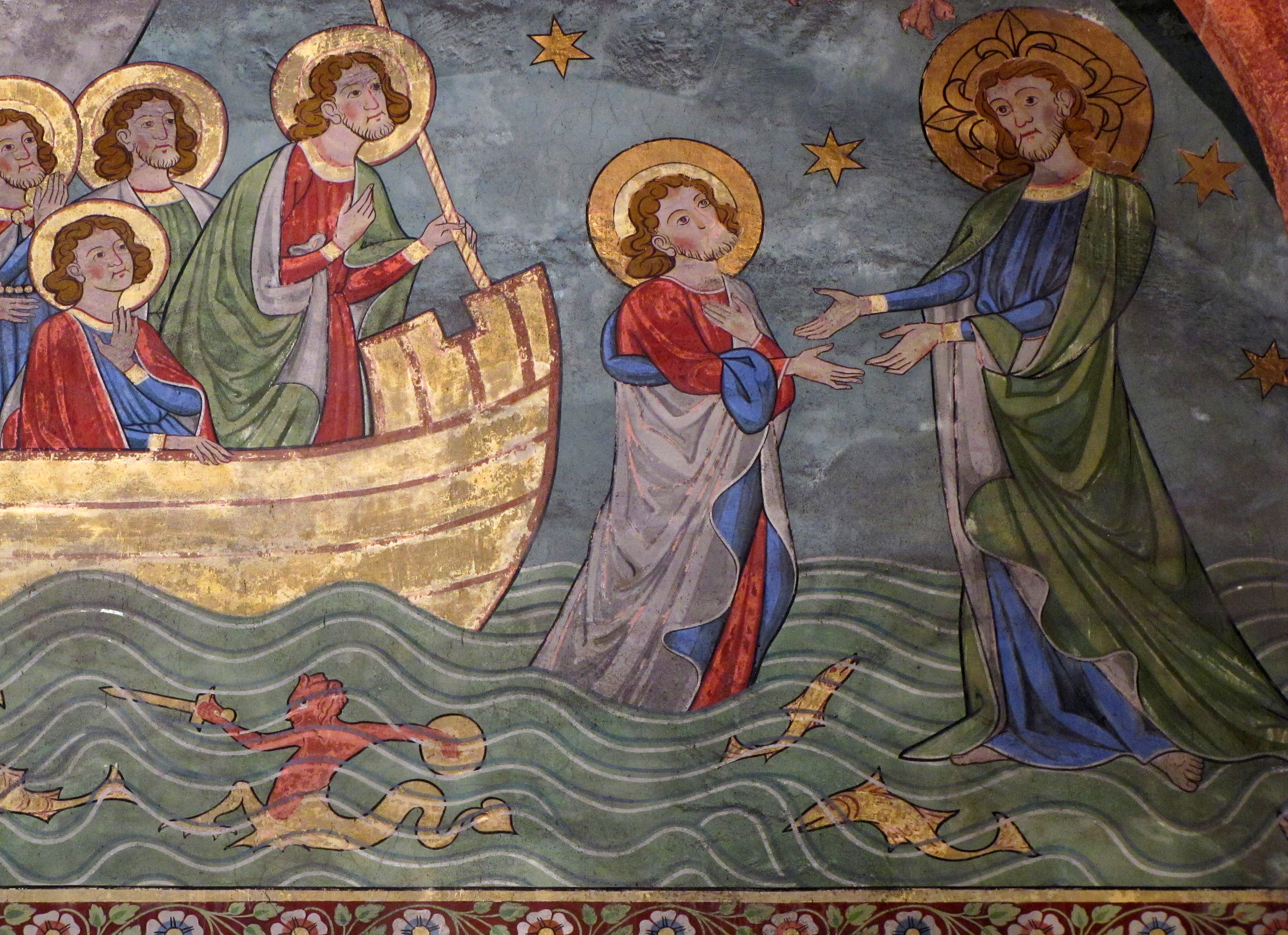
Fresque de Giotto qui suggère conventionnellement la nuit par un fond bleu étoilé avant qu'elle ne soit exprimée de façon plus « réaliste » à partir du XVe siècle par des contrastes accusés d'ombre et de lumière et des tons plus sombres.

En peinture, un nocturne est un terme inventé par le peintre James Abbott McNeill Whistler dans les années 1870 d'après la forme musicale éponyme créée par Frédéric Chopin, terme qui lui fut suggéré par son ami et patron Frederick Leyland, grand admirateur de Chopin. Il décrit un type de tableau représentant un paysage de nuit, une scène d'intérieur éclairée artificiellement ou bien par une source de lumière invisible. Les scènes qui se caractérisent simplement par un clair-obscur ne peuvent être considérées à proprement parler comme des nocturnes.
Ce traitement pictural de la nuit qui devient un sujet de peinture pour elle-même à partir du XVe siècle est notamment un genre très prisé dans la peinture américaine au tournant du XXe siècle.

## Nocturnes de Rembrandt

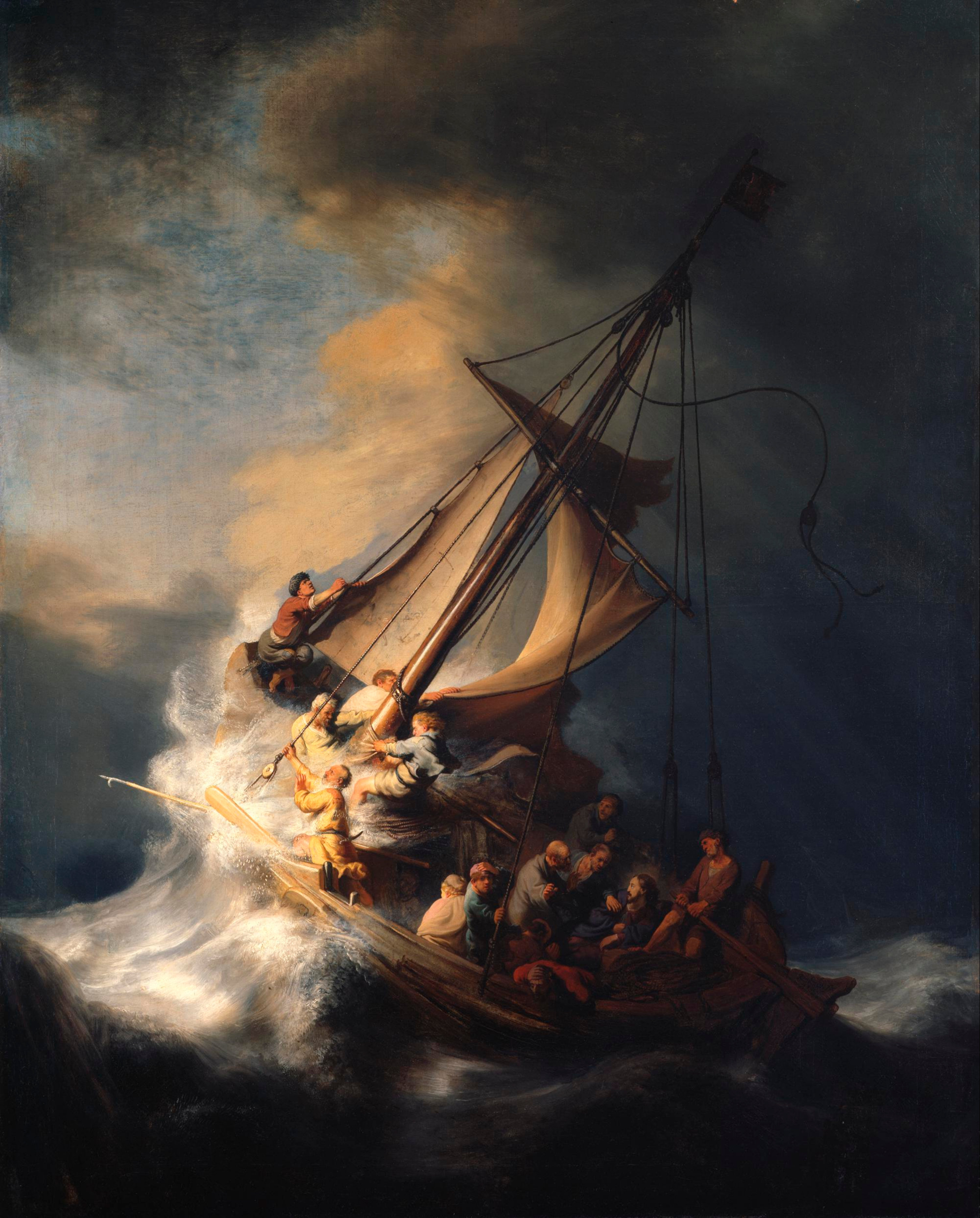
Miracle de la tempête apaisée, 1633
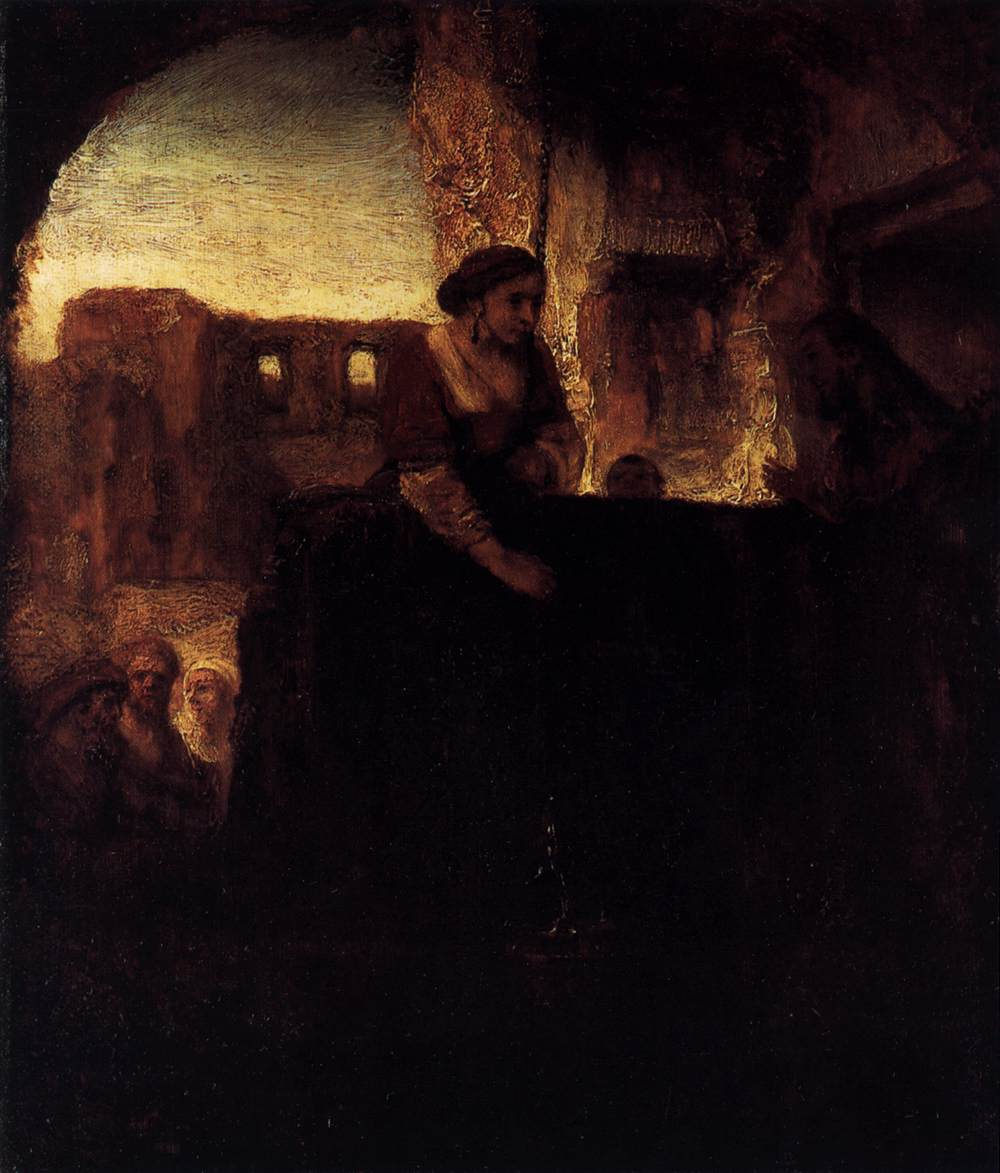
Le Christ et la femme de Samarie, 1659
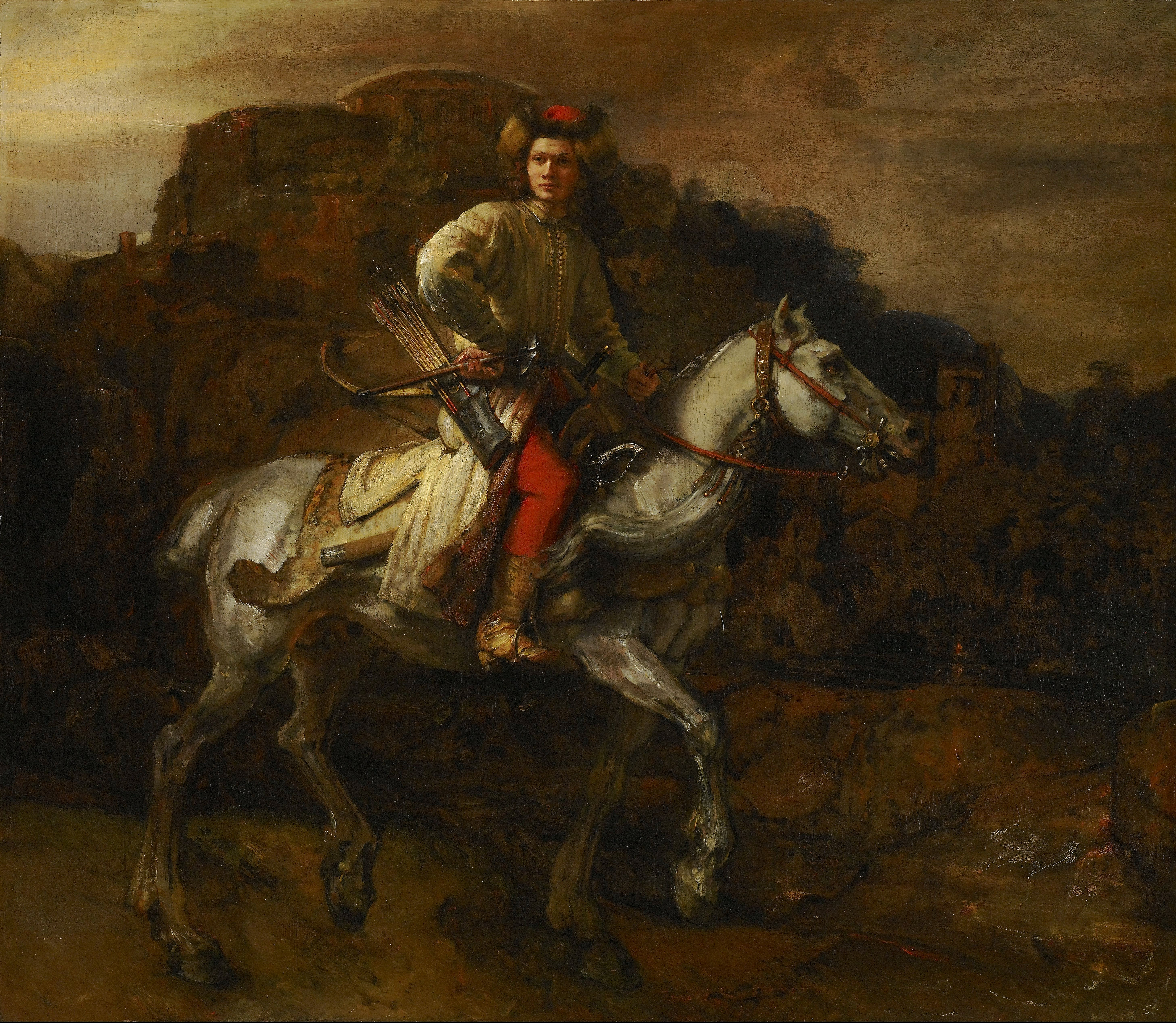
Le Cavalier polonais, 1655

## Nocturnes de James Abbott McNeill Whistler

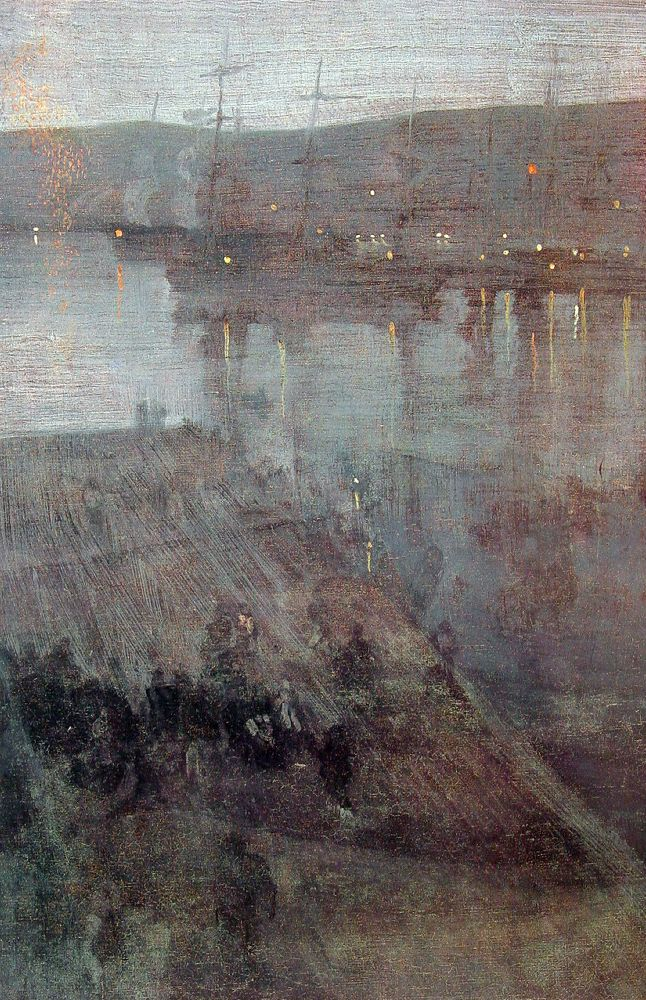
Nocturne en bleu et or : Baie de Valparaiso, 1866
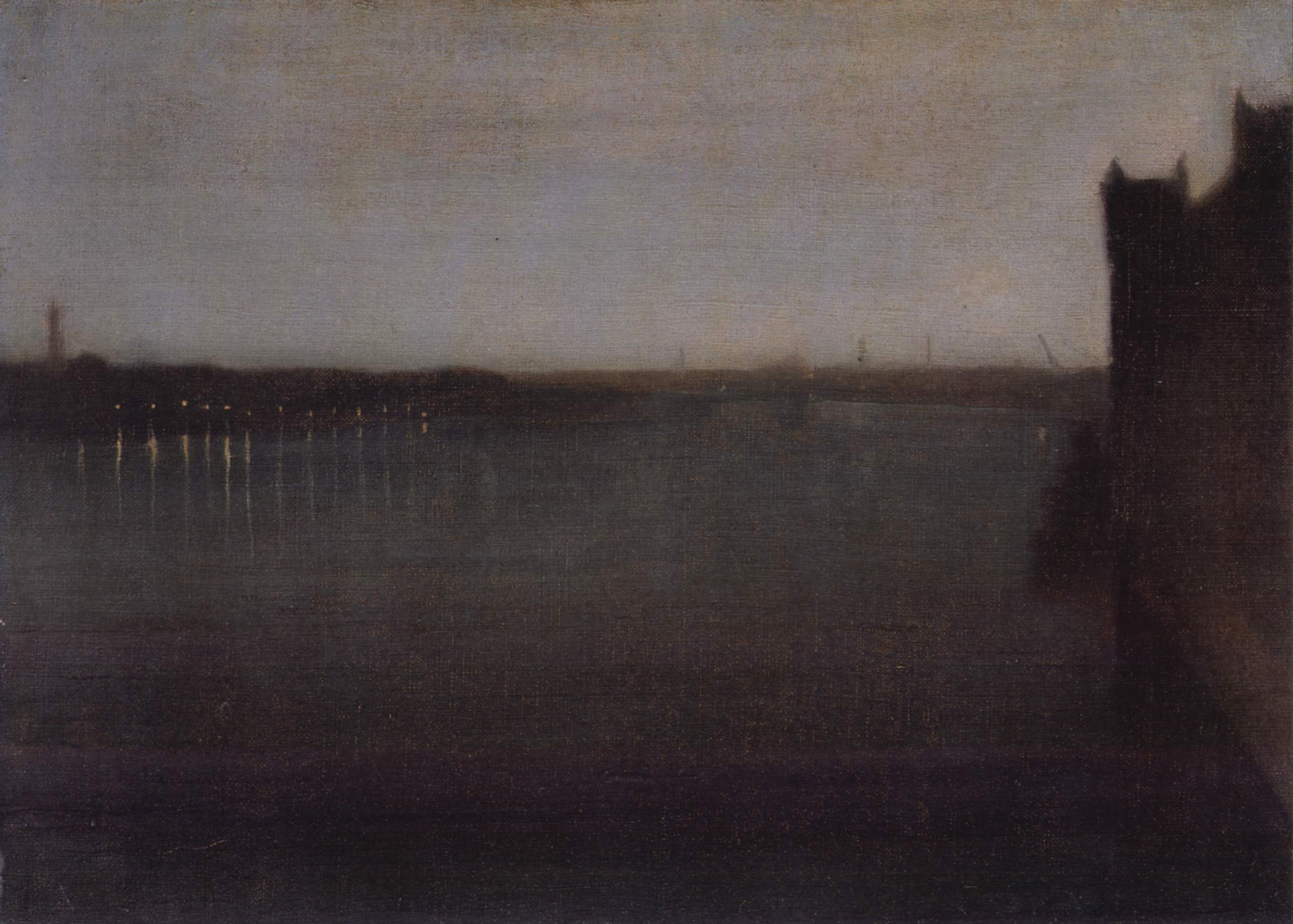
Nocturne en gris et or , pont de Westminster, v. 1871-1874
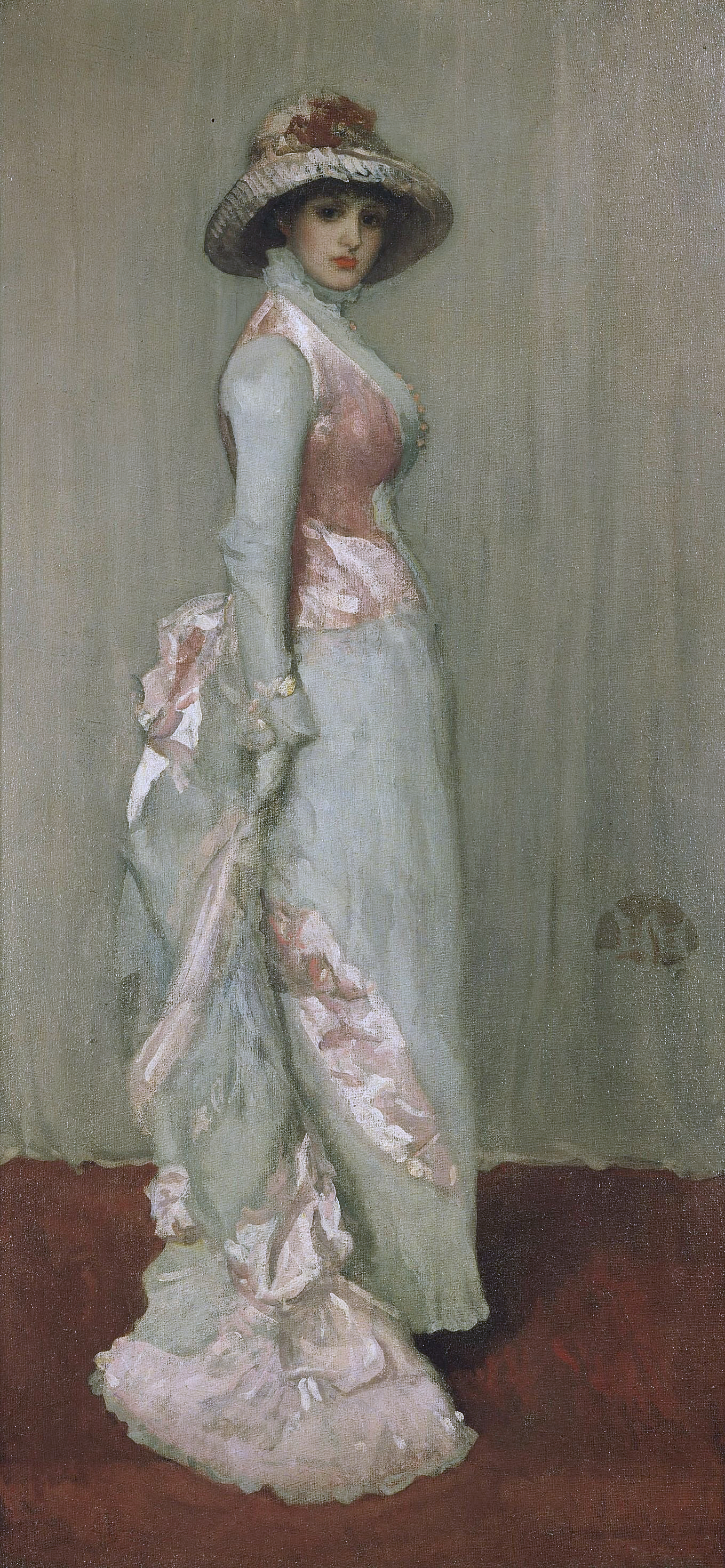
Nocturne en rose et gris, Portrait de Lady Meux 1881-1882

## Nocturnes de Frederic Remington

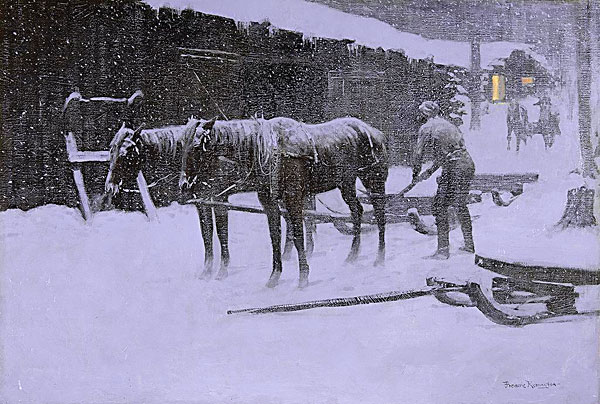
The End of the Day v. 1904
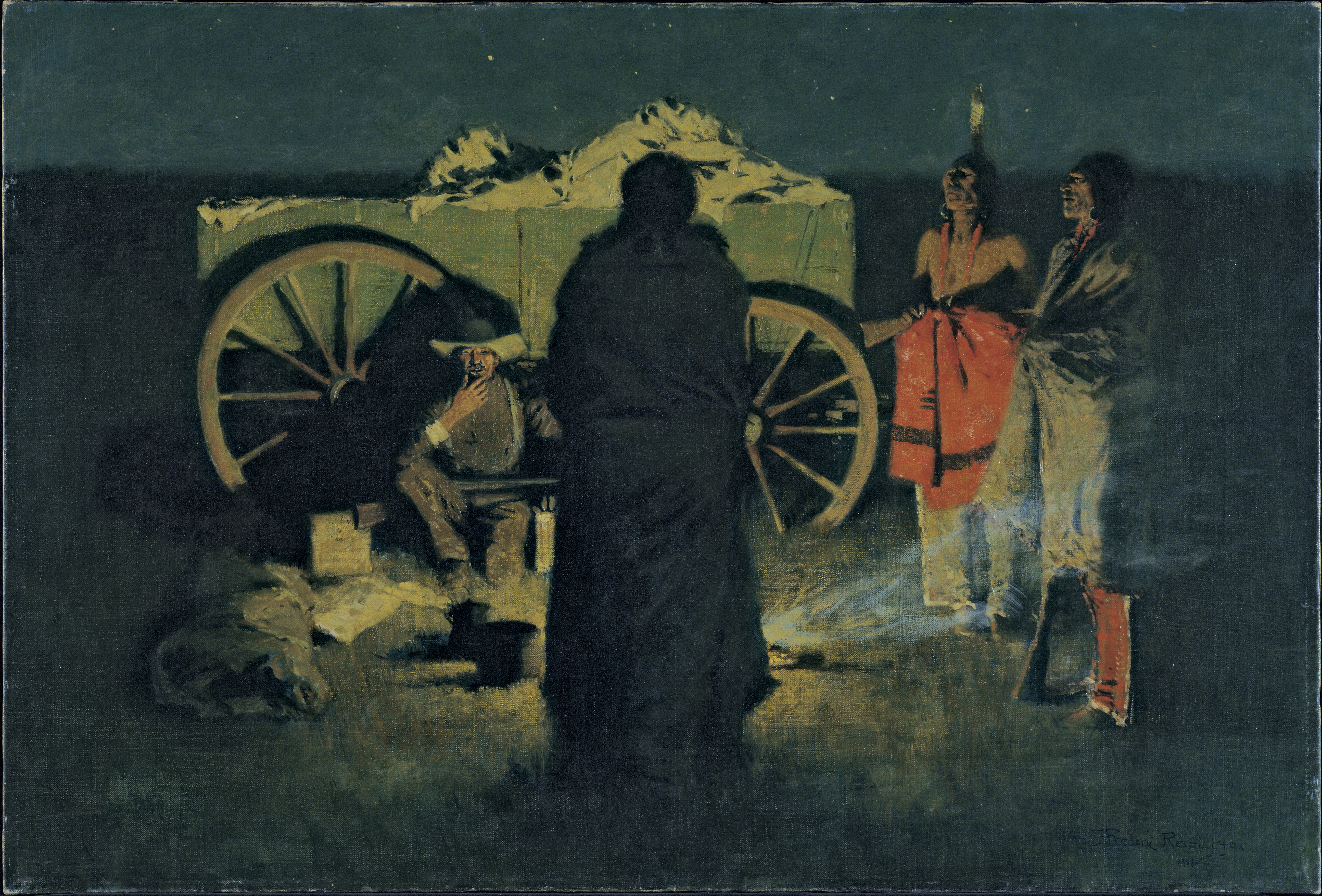
Shotgun Hospitality, 1908
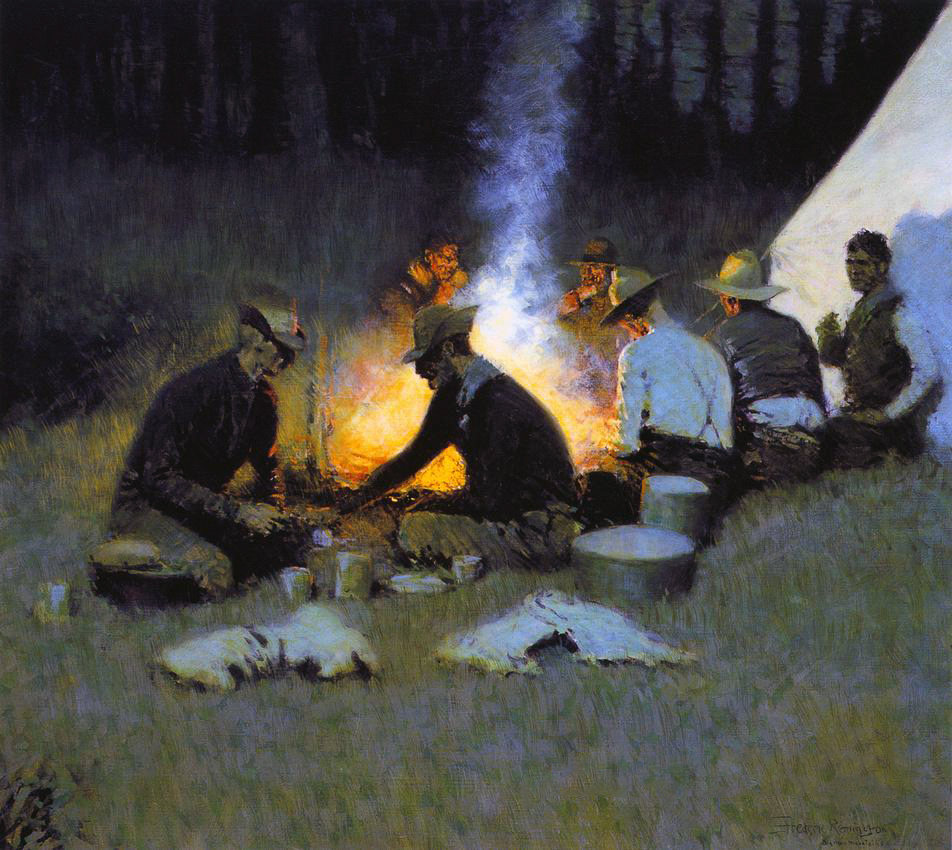
The Hunters' Supper, v. 1909